# Hannah Arendt (película)
Hannah Arendt es una película biográfica dramática de un origen germano-luxemburgués-francés creada en 2012; basada en la filósofa judía-alemana y teórica política Hannah Arendt, dirigida por Margarethe von Trotta y protagonizada por Barbara Sukowa. Fue distribuida por Zeitgeist Films en Estados Unidos, donde abrió cines el 29 de mayo de 2013.
La película de la directora alemana Von Trotta se centra en la respuesta de Arendt sobre el juicio del exnazi Adolf Eichmann, que cubrió para The New Yorker en 1961. Sus escritos sobre el juicio se convirtieron en polémica por la descripción de Eichmann y los consejos judíos, y por la introducción del ahora famoso concepto de "la banalidad del mal" de Arendt.

## Sinopsis
Hannah Arendt es el retrato de la filósofa alemana, en un momento crucial para su carrera y vida. Ella cubrió para The New Yorker el juicio del exnazi Adolf Eichmann. Sus escritos acerca del juicio causaron un gran revuelo y controversia, por la descripción de Adolf y las acciones de los líderes judíos durante el holocausto. Durante esta época ella luchó contra las críticas a su escrito y contra 'demonios internos' provenientes de su “época oscura”.
La película captura a Arendt en uno de los momentos más importantes de su vida y su carrera; también cuenta con representaciones de otros destacados intelectuales, entre ellos el filósofo Martin Heidegger, la novelista Mary McCarthy y el editor neoyorquino William Shawn.

## Argumento
La película abre con la captura de Eichmann en América del Sur. Se revela que él se escapó a través de la "línea de ratas" y con documentación falsa. Arendt, ahora profesora en Nueva York, se ofrece voluntariamente para escribir sobre el juicio para The New Yorker. Al observar el juicio, queda impresionada por lo ordinario y mediocre que parece Eichmann; pues ella esperaba a alguien aterrador, un monstruo. En una conversación se plantea la historia de Fausto donde se menciona que Eichmann no es de ninguna manera un Mefistófeles. Al regresar a Nueva York, Arendt tiene montones enormes de transcripciones que pasar; su marido, con un aneurisma cerebral, casi moribundo, la demora más de lo esperado. Ella sigue luchando con cómo Eichmann racionalizó su comportamiento a través de planteamientos comunes como la lealtad burocrática y el cumplimiento de su trabajo.
Cuando finalmente su material es publicado, se crea inmediatamente una enorme controversia, dando lugar a llamadas telefónicas amenazadoras y un enfrentamiento con su viejo amigo, Hans Jonas. En una noche en la ciudad con su amiga, la novelista Mary McCarthy, ella insiste en que está siendo mal interpretada y que las críticas (que la acusan de "defender" a Eichmann) son de individuos que no han leído su obra. Arendt es rechazada por muchos colegas y antiguos amigos. La película cierra con un discurso final que da frente a un grupo de estudiantes, en donde afirma que el juicio estaba tratando un nuevo tipo de delito que no existía previamente. Un tribunal tuvo que definir a Eichmann como un hombre juzgado por sus actos; no era un sistema o una ideología la que estaba en juicio, solo un hombre. Eichmann era un hombre que renunció a todas las cualidades de la personalidad, demostrando que el gran mal fue cometido por un "don nadie" sin motivos o intenciones; lo cual Arendt nombra como "la banalidad del Mal".

## Reparto
- Barbara Sukowa como Hannah Arendt.
  - Friederike Becht como Hannah joven.
- Janet McTeer como Mary McCarthy.
- Klaus Pohl como Martin Heidegger.
- Nicholas Woodeson como William Shawn.
- Axel Milberg como Heinrich Blücher.
- Julia Jentsch como Lotte Köhler.
- Ulrich Noethen como Hans Jonas.
- Michael Degen como Kurt Blumenfeld.[6][7]
- Victoria Trauttsmansdorf como Charlotte Beradt.
- Harvey Friedman como Thomas Miller.
- Megan Gay como Francis Wells.
- Claire Johnson como la Sra. Serkin
- Gilbert Johnston como Profesor Kahn.
- Tom Leik como Jonathan Schell.

## Producción
Hannah Arendt hace uso de material original: el juicio a Eichmann de 1961, un testimonio en blanco y negro; así como el real y desgarrador testimonio de los sobrevivientes y el fiscal Gideon Hausner.

### Género
La película pertenece al género de drama, al histórico, así como el biográfico. Esto se debe a que el personaje es real; narra una época de su vida, también porque estaba basada en hechos reales y se hace uso de material original. El drama se concede debido a los conflictos sentimentales de los personajes y cómo ellos los sobrellevan a través de la trama.

### Narrativa
La narrativa de la película fluye de manera lineal; aunque hace uso de flashbacks para brindar contexto a la trama. Por lapsos ofrece una narrativa fragmentada entre el pasado y el presente del personaje principal, lo cual marca el final que tendrá este mismo. El principio de la película tiene como fin el contextualizar la trama; al mismo tiempo, presentar a Hannah Arendt; quien al inicio se muestra como alguien atormentado, previsualizando el argumento y cómo este se desarrollará.
El juicio era controvertido desde un principio; se había capturado al acusado en Argentina y el proceso sería llevado a cabo en Jerusalén, originando un caso ilegal, puesto que representaba espionaje del gobierno en territorio ajeno. A pesar de la ilegalidad del juicio, es ejecutado porque la sociedad mundial aún se encontraba resentida por el holocausto. La trama principal de la historia gira alrededor de este caso gracias al reporte controvertido (para la época) escrito por Arendt, en el cual se describía a Eichmann como un burócrata que únicamente seguía las leyes de los nazis. También exponía el tema de la relación de los líderes judíos que participaron con los nazis en los campos de concentración, donde ella da como veredicto que el número de judíos nunca hubiera sido tan alto, si los líderes judíos no hubieran cooperado con los nazis en los campos. Siendo fuertemente criticada se ve enredada en sus demonios internos, provenientes de lo que ella llama su "época obscura", donde conoce al amor de su vida. Estos acontecimientos marcaron para siempre su existencia, siendo los temas más importantes para ella hasta el día de su muerte.

### Imagen
Las imágenes tienen un manejo simple en la trama, pero ayudan a darle seriedad y a que el espectador se adentre al contexto histórico y al del personaje. Esto último se debe a las diversas tomas con close-ups a los personajes, que ayudan a profundizar los sentimientos de los sujetos y cómo reaccionan ante ciertas acciones en la trama. No se hacen transiciones abruptas debido a la continuidad de las tomas y sólo se hacen cortes cuando se cambia de locación o en otros caso especiales. Los planos largos ayudan a entender el contexto general de la trama y en ciertas situaciones a comprender mejor al personaje principal; cuando se hacen planos largos de Hannah, la minimizan fuera de su ambiente de grandeza; nos muestran en realidad su fragilidad ante la situación en la que se encuentra.
Se emplea material original del juicio, un elemento que brinda credibilidad en la trama y enriquece visualmente la película. Herramienta utilizada con un manejo puntual, usada únicamente cuando Eichmann habla en el juicio y cuando hablan en contra de él los sobrevivientes del holocausto; además, se aplica como si fuera visto a través de una televisión, manejo que brinda veracidad al elemento.
Los tonos y colores empleados en la película son obscuros, lo cual denota seriedad y frialdad; lo mismo para los (espacios) salones de clase, tribunales y el departamento de Arendt. El personaje principal es fácilmente identificable, debido a las tonalidades de sus atuendos (verdes obscuros y colores cafés en general) siendo casi siempre su vestimenta una falda, blusa de cuello y un suéter delgado. Asimismo, es identificable por su adicción al cigarro, donde no hay momento en el que no esté con uno en la mano.

### Diseño sonoro
En el diseño sonoro la película destaca en el uso de silencio a lo largo de ella, que crea un ambiente de seriedad y suspenso en momentos críticos.

## Premios
- 2012: Festival Internacional de Cine de Toronto - Sección Oficial[15][16]
- 2012: Festival de Cine Judío de Nueva York - Sección Oficial[17][18]
- 2013: Premio Lola a la mejor actriz por Barbara Sukowa y Lola Plata a la mejor película, Deutscher Filmpreis
- 2013: Premio del Sindicato de Cine - Oro de la Cofradía de German Art House Cinemas
- 2013: Premio del Público a la Mejor Narrativa Cinematográfica, Festival de Cine de Mujeres + Voces de Cine, Denver
- 2013: Mejor Actriz de Reparto por Barbara Sukowa, Premios del Cine Bávaro
- 2013: Nominación como Mejor Actriz por Barbara Sukowa, Premios del Cine Europeo

## Recibimientos
"Hannah Arendt transmite el glamour, el carisma y la dificultad de cierto tipo de pensamiento alemán. Sukowa capta la energía cerebral temible de Arendt de manera compacta y energética; así como su calidez y, sobre todo, su curiosidad esencial e implacable. El clímax, cuyo argumento se da a partir de la defensa de Arendt contra los críticos, coincide con algunas de las grandes escenas de la sala de tribunal y provee un recordatorio inspirador sobre lo necesario, difícil y a veces verdaderamente heroico del trabajo de averiguación en el mundo". -A. O. Scott, The New York Times
"Hacer una película sobre un pensador es un reto; hacerlo de una manera accesible y apasionante es un triunfo. Hannah Arendt se habría sorprendido al saber que después de cincuenta años de controversia, es una película que promete provocar el debate público serio que buscaba en la publicación de su libro". -Roger Berkowitz, The Paris Review